# Рујевац (Двор)
Рујевац је насељено мјесто у општини Двор, у Банији, Сисачко-мославачка жупанија, Република Хрватска.

## Историја
Рујевац се од распада Југославије до августа 1995. године налазио у Републици Српској Крајини.

## Култура
У Рујевцу се налази православна црква Преображења Господњег из 1880-их година. Иконостас је дело архитектуре Хермана Болеа. Сваке године овде се обележава празник Преображења (19. августа).

## Становништво
На попису становништва 2011. године, Рујевац је имао 254 становника.
| Националност       | 1991. | 1981. | 1971. | 1961. |
| Срби               | 541   | 621   | 707   | 898   |
| Југословени        | 30    | 44    |       |       |
| Хрвати             | 7     | 20    | 18    | 25    |
| Црногорци          |       | 2     |       | 2     |
| остали и непознато | 8     | 12    |       |       |
| Укупно             | 586   | 699   | 725   | 925   |

| Демографија | Демографија | Демографија |
| Година      | Становника  | Становника  |
| ----------- | ----------- | ----------- |
| 1961.       | 925         |             |
| 1971.       | 725         |             |
| 1981.       | 699         |             |
| 1991.       | 586         |             |
| 2001.       | 224         |             |
| 2011.       |             | 254         |

## Попис 1991.
На попису становништва 1991. године, насељено место Рујевац је имало 586 становника, следећег националног састава:
| Попис 1991.‍  | Попис 1991.‍  | Попис 1991.‍ | Попис 1991.‍ | Попис 1991.‍ |
| ------------ | ------------ | ----------- | ----------- | ----------- |
|              |              |             |             |             |
| Срби         | Срби         |             | 541         | 92,32%      |
| Југословени  | Југословени  |             | 30          | 5,11%       |
| Хрвати       | Хрвати       |             | 7           | 1,19%       |
| неопредељени | неопредељени |             | 1           | 0,17%       |
| непознато    | непознато    |             | 7           | 1,19%       |
| укупно: 586  |              |             |             |             |

## Спорт
- ФК ППГ Рујевац

## Познати Рујевчани
- Бранко Драгишић (1896—1947), српски професор и лекар[3]